# Vatellus haagi
Vatellus haagi är en skalbaggsart som beskrevs av Wehncke 1876. Vatellus haagi ingår i släktet Vatellus och familjen dykare. Inga underarter finns listade i Catalogue of Life.